# Lychnophoriopsis
Lychnophoriopsis es un género de plantas con flores perteneciente a la familia   Asteraceae. es un género de plantas fanerógamas perteneciente a la familia de las asteráceas. Comprende 5 especies descritas y de estas, solo 3 aceptadas.

## Taxonomía
El género fue descrito por Carl Heinrich Bipontinus Schultz y publicado en Jahresbericht der Pollichia 20–21: 375. 1863. La especie tipo es  Lychnophoriopsis heterotheca Sch.Bip.

## Especies aceptadas
A continuación se brinda un listado de las especies del género Lychnophoriopsis aceptadas hasta julio de 2012, ordenadas alfabéticamente. Para cada una se indica el nombre binomial seguido del autor, abreviado según las convenciones y usos.
- Lychnophoriopsis candelabrum (Sch.Bip.) H.Rob.
- Lychnophoriopsis damazioi (Beauverd) H.Rob.
- Lychnophoriopsis heterotheca Sch.Bip.